# Monterey Hills
Monterey Hills è un quartiere dell'EstSide di Los Angeles che si trova a 4 miglia est-nord-est da Downtown Los Angeles e circa 3 miglia dalla città di Pasadena.
Il distretto è circondato dai quartieri di El Sereno a sud-est, da Montecito Heights a sud-ovest e dalla città di South Pasadena a nord-est. 
Il quartiere fa parte dell'Arroyo Seco Neighborhood Council (ASNC) ed è il distretto più ad est della città di Los Angeles.

## Cultura
Ogni anno a Monterey Hills si tiene un conosciuto festival di musica Jazz.